# Beat Happening
Beat Happening − amerykańska grupa muzyczna, założona w 1982 w Olympii, grająca indie pop oraz lo-fi. Stałymi członkami grupy byli Calvin Johnson (gitara i wokal), Heather Lewis (perkusja, gitara i wokal) oraz Bret Lunsford (gitara i perkusja).

## Dyskografia
Albumy
| Rok  | Tytuł          | Label                 |
| 1985 | Beat Happening | K Records             |
| 1988 | Jamboree       | K Records/Rough Trade |
| 1989 | Black Candy    | K Records/Rough Trade |
| 1991 | Dreamy         | K Records/Sub Pop     |
| 1992 | You Turn Me On | K Records/Sub Pop     |

EPs
| Rok  | Tytuł                             | Label               |
| 1984 | Three Tea Breakfast Cassette EP   | K Records           |
| 1988 | Crashing Through EP               | K Records           |
| 1988 | Beat Happening/Screaming Trees EP | K Records/Homestead |

Kompilacje
| Rok  | Tytuł                            | Label     |
| 2002 | Crashing Through                 | K Records |
| 2003 | Music to Climb the Apple Tree By | K Records |